# Szulborze Wielkie (gmina)
Szulborze Wielkie (do 1954 gmina Szulborze-Koty) – gmina wiejska w województwie mazowieckim, w powiecie ostrowskim. W latach 1975–1998 gmina położona była w województwie łomżyńskim.
Siedziba gminy to Szulborze Wielkie.
Według danych z 30 czerwca 2004 gminę zamieszkiwało 1868 osób. Natomiast według danych z 31 grudnia 2017 roku gminę zamieszkiwało 1676 osób.

## Struktura powierzchni
Według danych z roku 2002 gmina Szulborze Wielkie ma obszar 46,71 km², w tym:
- użytki rolne: 74%
- użytki leśne: 20%

Gmina stanowi 3,81% powierzchni powiatu.

## Demografia

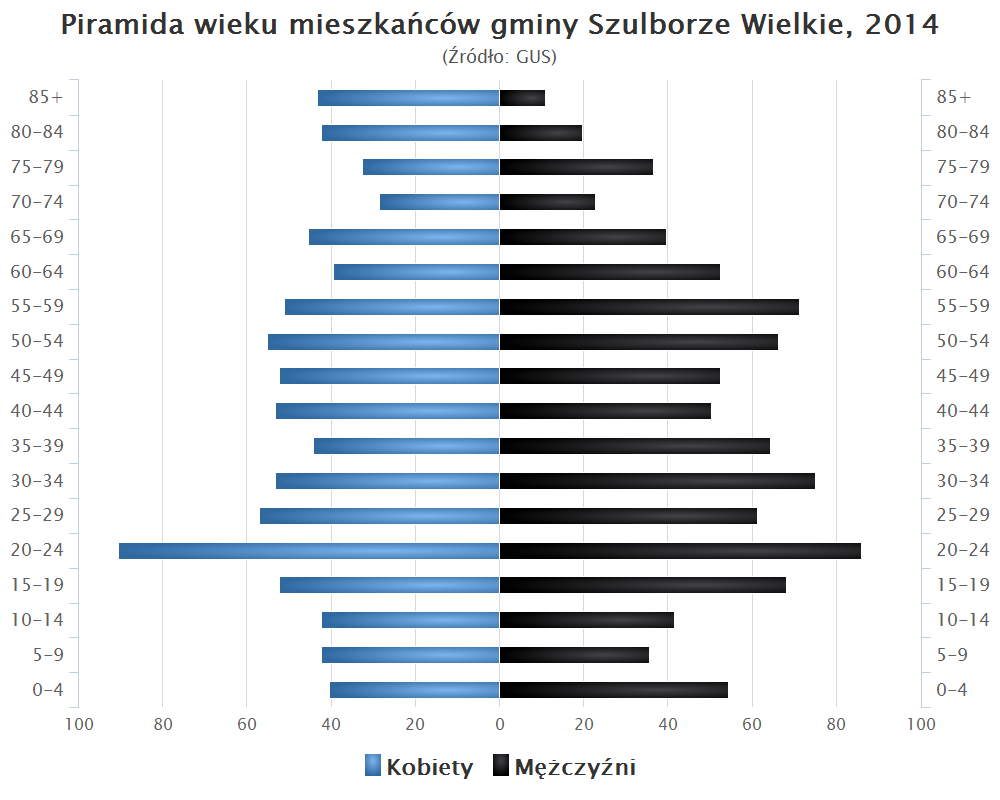
Piramida wieku mieszkańców gminy Szulborze Wielkie w 2014 roku

Dane z 31 grudnia 2017 roku.
| Opis                              | Ogółem | Ogółem | Kobiety | Kobiety | Mężczyźni | Mężczyźni |
| --------------------------------- | ------ | ------ | ------- | ------- | --------- | --------- |
| jednostka                         | osób   | %      | osób    | %       | osób      | %         |
| populacja                         | 1 676  | 100    | 816     | 48,7    | 860       | 51,3      |
| gęstość zaludnienia (mieszk./km²) | 37     | 37     | 18      | 18      | 19        | 19        |

## Sołectwa
Brulino-Lipskie, Godlewo-Gudosze, Gostkowo, Grędzice, Helenowo, Janczewo-Sukmanki, Janczewo Wielkie, Leśniewo, Mianówek, Słup, Słup-Kolonia, Smolewo-Parcele, Smolewo-Wieś, Szulborze Wielkie, Świerże-Leśniewek, Uścianek-Dębianka, Zakrzewo-Zalesie.
Wsie bez statusu sołectwa: Gumowo-Dobki, Szulborze-Koty.

## Sąsiednie gminy
Andrzejewo, Czyżew, Nur, Zaręby Kościelne